# 薩格巴赫河
51°45′53.13″N 8°56′44.90″E / 51.7647583°N 8.9458056°E
薩格巴赫河（德語：Sagebach），是德國的河流，位於該國西部，處於北萊茵-威斯特法倫州，屬於貝克河的支流，河道全長4.5公里。